# Solway Plain
Solway Plain är en slätt i Storbritannien.   Den ligger i riksdelen England, i den centrala delen av landet, 400 km nordväst om huvudstaden London.